# Abba – the Movie
Abba – the Movie är en svensk semidokumentärfilm i regi av Lasse Hallström från 1977.

## Handling
Radioprataren Ashley (Robert Hughes) blir ivägskickad för att få en längre intervju med den svenska popgruppen Abba under deras konsertturné i Australien. Trots flera försök misslyckas han ständigt.

## Om filmen
Merparten av filmen spelades in under gruppens Australienturné i mars 1977 och några scener spelades in i Stockholm månaderna därefter. Hallströms ursprungliga uppdrag var att dokumentera gruppens turné för en 16 mm TV-film, men planerna utvecklades snart till att göra en vidfilm för biografbruk. Efter tre dagars filmande formades ramberättelsen med den fiktive radioprataren och till en början talade man inte om för Abba att den envetne journalisten var en skådespelare.
Gruppens ljudtekniker Michael B. Tretow spelade in ljudet från konserterna för att kunna producera ett soundtrack av bästa kvalitet. Det fanns även planer på att livealbum. Inspelningarna bearbetades senare i inspelningsstudion i Stockholm, främst sången, eftersom rösterna drunknade i livsinspelningarna.
Filmen hade världspremiär den 15 december 1977 i Australien. Den svenska premiären skedde på biografen Chinateatern i Stockholm 26 december 1977. Nya högtalare installerades på biografen inför premiären. Filmen visades även på biografer i östeuropa, däribland Sovjetunionen.
Abba – the Movie släpptes samtidigt som albumet The Album och i filmen framför gruppen flertalet nyskrivna låtar därifrån, men även ett flertal låtar från tidigare album. I filmen förekommer även den än idag outgivna inspelningen "Get on the Carousel".
Filmen släpptes på DVD och Blu-ray 2005 och visades återigen på bio i flertalet europeiska länder sommaren 2008, i samband med att filmen Mamma Mia! sattes upp på biograferna.

## Rollista (i urval)
- Benny Andersson – sig själv
- Agnetha Fältskog – sig själv
- Anni-Frid Lyngstad – sig själv
- Björn Ulvaeus – sig själv
- Robert Hughes – Ashley
- Bruce Barry – studiochef
- Tom Oliver – livvakt/bartender/taxichaufför
- Francis Matthews, berättare i "The Girl with the Golden Hair"
- Stig Anderson – sig själv, Abba:s manager
- Bosse Norling – sig själv, Abba:s tourmanager
- Lena Andersson Hubbard – sig själv, kör
- Lena-Maria Gårdenäs-Lawton – sig själv, kör
- Maritza Horn – sig själv, kör
- Ulf Andersson – sig själv, musiker
- Ola Brunkert – sig själv, musiker
- Lars Carlson – sig själv, musiker
- Anders Eljas – sig själv, musiker
- Wojciech Ernest – sig själv, musiker
- Malando Gassama – sig själv, musiker
- Rutger Gunnarsson – sig själv, musiker
- Finn Sjöberg – sig själv, musiker
- Lars Wellander – sig själv, musiker
- Claes af Geijerstam - sig själv
- Michael Mansson
- Ray Marshall

## Filmmusik
Låtar där inget annat anges är skrivna av Benny Andersson och Björn Ulvaeus. Noterbart är att introt till "Hole in Your Soul" endast hörs i filmens öppning, att "Knowing Me, Knowing You" och "Dum Dum Diddle" endast hörs från en radio och att "Ring, Ring" och "Please Change Your Mind" inte framföras av Abba. Den sistnämnda framförs instrumentalt av gruppen Nashville Train, som gav ut den på albumet Abba Our Way 1977.
- "Dancing Queen" (Andersson, Anderson, Ulvaeus)
- "Dum Dum Diddle"
- "Eagle"
- "Fernando" (Andersson, Anderson, Ulvaeus)
- "Get on the Carousel"
- He Is Your Brother
- "Hole in Your Soul"
- "I'm a Marionette"
- "Intermezzo no 1"
- "I've Been Waiting for You" (Andersson, Anderson, Ulvaeus)
- "Knowing Me, Knowing You" (Andersson, Anderson, Ulvaeus)
- "Mamma Mia" (Andersson, Anderson, Ulvaeus)
- "Money, Money, Money"
- "Please Change Your Mind"
- "Ring, Ring" (Andersson, Anderson, Ulvaeus, Cody, Sedaka)
- "Rock Me"
- "So Long"
- "SOS" (Andersson, Anderson, Ulvaeus)
- "Thank You for the Music"
- "The Name of the Game"  (Andersson, Anderson, Ulvaeus)
- "Tiger"
- "Waterloo" (Andersson, Anderson, Ulvaeus)
- "When I Kissed the Teacher"
- "Why Did It Have to Be Me"

Förutom ovanstående låtar av Abba, förekommer även dessa melodier i filmen: 
- "Bonnjazz" (Gaston René Wahlberg, Skånska Lasse)
- "Polkan går" (Robert Ryberg, Pierre Nymar, Martin Nilsson)
- "Stoned" (Clive Hicks)